# Puchar Świata w Zapasach 2003 – styl wolny kobiet
Zawody Pucharu Świata w 2003 roku w stylu wolnym kobiet odbyły się w dniach 11–12 października w Tokio we Japonii.

## Ostateczna kolejność drużynowa
| Poz. | Państwo           |
| ---- | ----------------- |
|      | Stany Zjednoczone |
|      | Japonia           |
|      | Kanada            |
| 4.   | Rosja             |
| 5.   | Chiny             |
| 6.   | Niemcy            |
| 7.   | Grecja            |

## Wyniki
- Stany Zjednoczone –  Japonia 14-13
- Stany Zjednoczone –  Kanada 18-9
- Stany Zjednoczone –  Rosja 19-9
- Stany Zjednoczone –  Chiny 16-12
- Stany Zjednoczone –  Niemcy 23-3
- Stany Zjednoczone –  Grecja 28-0
- Japonia –  Rosja 24-2
- Japonia –  Kanada 21-3
- Japonia –  Chiny 23-4
- Japonia –  Niemcy 25-1
- Japonia –  Grecja 28-0
- Rosja –  Chiny 16-11
- Rosja –  Kanada 14-14
- Rosja –  Niemcy 17-9
- Rosja –  Grecja 27-1
- Chiny –  Kanada 6-20
- Chiny –  Niemcy 25-6
- Chiny –  Grecja 28-0
- Kanada –  Niemcy 21-4
- Kanada –  Grecja 28-0
- Niemcy –  Grecja 25-2

## Klasyfikacja indywidualna
| Waga  |                    |                       |                      | 4                 | 5               | 6              | 7                    | 8                    | 9                                    |
| ----- | ------------------ | --------------------- | -------------------- | ----------------- | --------------- | -------------- | -------------------- | -------------------- | ------------------------------------ |
| 48 kg | Patricia Miranda   | Yang Zuying           | Carol Huynh          | Łorisa Oorżak     | Makiko Sakamoto | Miyū Yamamoto  | Sigrun Dobner        | Lilija Kaskarakowa   | Fani Psata                           |
| 51 kg | Lyndsay Belisle    | Jennifer S. Wong      | Ren Xuecheng         | Chiharu Ichō      | Natalia Ilyina  | Ninako Hattori | Alexandra Engelhardt | Jessica Bechtel      | Zohra Athanasiadou Ewjenia Stamataku |
| 55 kg | Saori Yoshida      | Tonya Verbeek         | Natalja Golc         | Tina George       | Natalja Iwaszko | Gao Yanzhi     | Christina Oertli     | Sabrina Lotz         | Christina Skoulida                   |
| 59 kg | Sally Roberts      | Seiko Yamamoto        | Breanne Leigh Graham | Zhou Zhengyan     | Stefanie Stüber | Reina Iwama    | Swietłana Graczowa   | Agapi Christodoulaki | ----                                 |
| 63 kg | Kaori Ichō         | Sara McMann           | Su Huihua            | Tara Rose Hedican | Stéphanie Gross | Viola Yanik    | Anna Połowniewa      | Ayako Shōda          | Lubow Wołosowa 10. Stawrula Ziguri   |
| 67 kg | Kristie Marano     | Swietłana Martynienko | Norie Saitō          | Martine Dugrenier | Wang Calei      | Maria Müller   | Anastasija Dieżniowa | Eri Sakamoto         | Irini Dadouti                        |
| 72 kg | Toccara Montgomery | Christine Nordhagen   | Kyōko Hamaguchi      | Ma Bailing        | Anita Schätzle  | Anna Szamowa   | Alexia Koutelesi     | ----                 | ----                                 |